# أنور جيباوي
أنور جيباوي هو شخصية إنترنت أمريكي من أصل فلسطيني. بدأ شهرته من خلال مقاطع الفيديو القصيرة التي كان ينشرها على منصة فاين قبل إغلاقها، ثم انتقل إلى منصة يوتيوب حيث ركز بشكل كبير على تقديم محتوى كوميدي. يتميز أسلوبه بالجمع بين الفكاهة والمواقف اليومية بطريقة مبالغ فيها ومبتكرة، مما جذب ملايين المشتركين إلى قناته على يوتيوب.
جيباوي لديه أكثر من 13 ملايين مشترك على قناته في يوتيوب (اعتبارا من أكتوبر 2024)، بالإضافة إلى قاعدة جماهيرية كبيرة على إنستغرام، حيث يتابعه أكثر من 16 مليون شخص. يتم إدارة أعماله من قبل جون شهيدي، وهو جزء من شبكة شوتس بودكاست التي تدير العديد من الشخصيات المؤثرة على الإنترنت.

## المسيرة
أنور جيباوي هو شخصية معروفة على الإنترنت، بدأ مسيرته على منصة فاين قبل أن ينتقل إلى يوتيوب. في يوليو 2016، أطلق قناته على يوتيوب بالتعاون مع استوديوهات "شوتس"، التي يديرها جون شاهيدي. في عام 2017، ساعد في إطلاق قناة مايك تايسون على يوتيوب وتعاون معه بشكل مستمر في مقاطع الفيديو. جيباوي شارك أيضًا في فيلم "مفاتيح عيد الميلاد" مع رودي مانكوسو، ماريا كاري، ودي جي خالد. في عام 2018، تلقى دعوة من دولتشي آند غابانا للمشاركة في عرض أزياء أسبوع الموضة للرجال في ميلانو.

## وصلات خارجية
- أنور جيباوي على موقع IMDb (الإنجليزية)
- قناته على يوتيوب